# Royal Gurkha Rifles
Les Royal Gurkha Rifles (RGR, fusilliers royaux Gurkhas en français) est un régiment de la British Army, faisant partie de la brigade de Gurkhas. Le Royal Gurkha Rifles est le seul régiment d'infanterie Gurkha de la British Army. Comme les autres régiments de Gurkhas des armées britanniques et indiennes, le régiment recrute chez les Gurkhas du Népal (nation indépendante du Royaume-Uni, non membre du Commonwealth).

## Historique
Le régiment a été formé en 1994 par fusion des 4 régiments de Gurkhas de l'Armée Britannique alors en service :
- 2nd King Edwards VII's Gurkha Rifles (The Sirmoor Rifles) (1947-1994)
- 6th Queen Elizabeth's Own Gurkha Rifles (1947–1994)
- 7th Duke of Edinburgh's Own Gurkha Rifles (1947-1994)
- 10th Princess Mary's Own Gurkha Rifles (1947-1994)

L'amalgame se fit de la sorte:
- Le 1er bataillon par l'amalgame du 1er bataillon du 2e Régiment de fusiliers Gurkha et du 1er bataillon du 6e Régiment de fusiliers Gurkha
- Le 2d bataillon en renommant le 1er bataillon du 7e Régiment de fusiliers Gurkha
- Le 3e bataillon en renommant le 1er bataillon du 10e Régiment de fusiliers Gurkha

Les 2e et 3e bataillon furent consolidés en 1996 au moment de la diminution des effectifs des forces de Hong-Kong.
Les Gurkhas en général et les prédécesseurs du Royal Gurkha Rifles en particulier sont considérés comme faisant partie des meilleurs fantassins du monde, tant par leurs compétences et leur audace au combat que par leur précision et la qualité de leurs parades.
En décembre 1995, le lieutenant-colonel Bijaykumar Rawat prit le commandement du 1er bataillon et devint ainsi le 1er officier népalais à commander un bataillon du RGR. Il supervisa le départ du bataillon de Hong Kong, juste avant la rétrocession à la Chine ainsi que l'installation à Church Crookham en 1996.
Deux fois dans cette période récente, le 2d bataillon fut déployé en tant que "bataillon d'infanterie tournant en Afghanistan" alors que le 1er bataillon fut déployé dans le cadre de la 52e Brigade d'infanterie en 2007. Durant cette période, le cornette (sous-lieutenant) Harry Wales (Prince Harry) fut détaché à un moment au bataillon en tant que contrôleur aérien avancé.
Dans le cadre du plan Armée 2020, le régiment étant censé fournir deux bataillons légers pour assurer des rotations entre Brunei et le Royaume-Uni, sous le commandement de la 11e Brigade d'infanterie. Néanmoins, en 2015 le 2nd bataillon, basé au Royaume-Uni, fut réaffecté pour faire partie de la 16e brigade d'assaut par air.
En 2018, le gouvernement britannique annonça sa volonté d'ouvrir un recrutement pour 800 postes à la Brigade de Gurkhas  dont environ 300 pour le RGR afin de former un nouveau bataillon d'infanterie spécialisée. Le 11 mars 2019, le ministre des forces armées confirme la création du 3e bataillon Royal Gurkha Rifles avec un recrutement débutant en 2019. Le bataillon est créé le 31 janvier 2020 et stationné initialement à Shorncliffe avant de déménager à Aldershot.

## Organisation
Le 1er bataillon (1RGR) est basé à Shorncliffe, near Folkestone dans le Kent. Il fait partie de la 16e Brigade d'assaut par air et peut être déployé dans la plupart des zones d'Europe ou d'Afrique.
Le 2nd bataillon (2RGR) est basé au Brunei dans le cadre de l'engagement du Royaume-Uni de maintenir une présence en Asie du Sud-Est.
Les 1RGR et 2RGR effectuent des rotations entre Brunei et Folkestone.
Le 3e bataillon (3RGR) fera partie du Specialised Infantry Group pour des missions de formation et d'accompagnement des forces locales dans le cadre d'accords de partenariat.

### Compagnies d'instruction
En plus des bataillons d'infanterie opérationnels, trois autres unités portent l'insigne de béret du Royal Gurkha Rifle:
- la compagnie Gurkha (Sittang)[15]
- le détachement Gurkha (Mandalay)[16]
- la compagnie Gurkha (Tavoleto)[17]

Ces unités sont détachées auprès de l'Académie royale militaire de Sandhurst, l'École de combat d'infanterie et le Centre de combat terrestre pour fournir des unités d'opposition afin de rendre les exercices plus réalistes.

### Personnels administratifs Gurkhas
Avant 2011, le support administratif de la Brigade de Gurkhas était assuré par un personnel spécialement formé appelé "secrétaires Gurkhas" qui portaient l'insigne de béret du RGR. en juin 2011, les secrétaires gurkhas furent amalgamés au sein d'une seule compagnie appelée "Compagnie de support administratif des Gurkhas" (ou Gurkha Staff and Personnel Support Company - GSPS) qui fut intégrée au corps de support général (Adjudant General's Corps). De même que pour les autres unités de support Gurkhas (Queen's Gurkha Engineers, Queen's Gurkha Signals, Queen's Own Gurkha Logistic Regiment), le GSPS recommence son propre insigne de béret basé sur celui de son corps d'appartenance.

## Membres notables
Le caporal Dip Prasad Pun (en) du 1er bataillon (1RGR) fut décoré de la Conspicuous Gallantry Cross pour un acte de bravoure au cours de la guerre d'Afghanistan en 2010. Il défendit seul un poste contre un groupe de 12 talibans. Il tira plus de 400 cartouches, lança 12 grenades et tira une mine. À la fin du combat, il se battit même avec de le tripode de sa mitrailleuse, étant à court de munitions,.

## Honneurs de bataille
Les honneurs de bataille gagnés par le régiment sont les suivants :
- Amboor, Carnatic, Mysore 1792, Assaye 1803, Ava 1852, Burma 1885–87, Bhurtpore, Aliwal, Sobraon, Delhi 1857, Kabul 1879, Afghanistan 1878–80, Kandahar 1880,  Tirah, Punjab Frontier, Afghanistan 1919
- Première Guerre mondiale: La Bassée 1914, Festubert 1914–15, Givenchy 1914, Neuve Chapelle, Aubers, Loos, France and Flanders 1914–15, Egypt 1915, Tigris 1916, Kut al Amara 1917, Baghdad, Mesopotamia 1916–18, Persia 1918, Baluchistan 1918, Helles, Krithia, Suvla, Sari Bair, Gallipoli 1915, Suez Canal, Egypt 1915–16, Khan Baghdadi, Mesopotamia 1916–18, Persia 1916–1918, North West Frontier India 1915–17, Egypt 1915, Megiddo, Sharon, Palestine 1918, Shaiba, Kut al Amara 1915–17, Ctesiphon, Defence of Kut al Amara, Baghdad, Sharqat, Mesopotamia 1915–18
- Seconde Guerre mondiale: Tobruk 1942, El Alamein, Akarit, Tunis, Cassino 1, Poggio Del Grillo, Gothic Line, Tavoleto, Coriano, Santacangelo, Monte Chicco, Bologna, Medicina, Italy 1944-45, Jitra, Slim River, Sittang 1942, 1945, Kyaukse 1942, 1945, North Arakan, Imphal, Tuitum, Bishenpur, Tengnoupal, Shwebo, Kyaukmyaung Bridgehead, Mandalay, Myinmu Bridgehead, Fort Dufferin, Meiktila, Irrawaddy, Rangoon Road, Chindits 1943,44 & 45, Tamandu, Maymyo
- Falklands War

## Alliances et jumelages
- Inde : Para (Forces spéciales indiennes) (en)/Forces de défense de frontière (armée indienne) (en)
- Canada : The Queen's Own Rifles of Canada
- Nouvelle-Zélande : Royal New Zealand Infantry Regiment (en)
- Malaisie : Rejimen Askar Melayu DiRaja
- Brunei : Unité de réserve de Gurkha
- Singapour : Contingent Gorkha de la police de Singapour